# Chromosome 18 humain
Le chromosome 18 est un des 23 paires de  chromosomes humains. C'est l'un des 22 autosomes.
Le chromosome 18 s'étend sur environ 78 millions de blocs de construction d'ADN (paires de bases) et représente environ 2,5% de l'ADN total des cellules. L'identification des gènes sur chaque chromosome est un domaine actif de la recherche génétique. Étant donné que les chercheurs utilisent différentes approches pour prédire le nombre de gènes sur chaque chromosome, le nombre estimé de gènes varie. Le chromosome 18 contient probablement 200 à 300 gènes qui fournissent des instructions pour fabriquer des protéines. Ces protéines jouent différents rôles dans l'organisme.

## Caractéristiques du chromosome 18
- Nombre de paires de base : 76 117 153
- Nombre de gènes : 337
- Nombre de gènes connus : 243
- Nombre de pseudo gènes : 171
- Nombre de variations des nucléotides (S.N.P ou single nucleotid polymorphism) :

## Anomalies chromosomiques décrites au niveau du chromosome 18

### Syndrome de délétion distale 18q
Le syndrome de suppression distale 18q se produit lorsqu'un morceau du bras long (q) du chromosome 18 est manquant. Le terme «distal» signifie que la pièce manquante (suppression) se produit près d'une extrémité du bras chromosomique. Les signes et symptômes du syndrome de suppression distale de 18q comprennent un retard de développement et des troubles d'apprentissage, une petite taille, un faible tonus musculaire (hypotonie), des anomalies du pied et une grande variété d'autres caractéristiques. La suppression qui provoque le syndrome de suppression distale 18q peut se produire n'importe où entre une région appelée 18q21 et la fin du chromosome. La taille de la suppression varie selon les individus affectés. On pense que les signes et symptômes du syndrome de suppression distale de 18q sont liés à la perte de plusieurs gènes de cette partie du bras long du chromosome 18. Les chercheurs travaillent pour déterminer comment la perte de gènes spécifiques dans cette région contribue aux diverses caractéristiques du trouble.

### Syndrome de délétion proximale 18q
Comme le syndrome de suppression distale 18q (décrit ci-dessus), le syndrome de suppression proximale 18q est une affection chromosomique qui se produit lorsqu'un morceau du bras q du chromosome 18 est manquant. Le terme "proximal" signifie que dans ce trouble, la suppression se produit près du centre du chromosome, dans une zone entre les régions appelées 18q11.2 et 18q21.2. La taille de la suppression varie selon les individus affectés. Le syndrome de suppression proximale de 18q peut entraîner une grande variété de signes et de symptômes chez les personnes touchées, notamment un retard de développement et une déficience intellectuelle, des crises récurrentes (épilepsie), des problèmes de comportement et des traits faciaux caractéristiques. Ces signes et symptômes sont probablement causés par la perte de gènes spécifiques dans la région supprimée.

### Tétrasomie 18p
La tétrasomie 18p résulte de la présence d'un chromosome extra anormal, appelé isochromosome 18p, dans chaque cellule. Un isochromosome est un chromosome avec deux bras identiques. Les chromosomes normaux ont un bras long (q) et un bras court (p), mais les isochromosomes ont deux bras q ou deux bras p. L'isochromosome 18p est une version du chromosome 18 composée de deux bras p.Les cellules ont normalement deux copies de chaque chromosome, une héritée de chaque parent. Chez les personnes atteintes de tétrasomie 18p, les cellules ont les deux copies habituelles du chromosome 18 plus un isochromosome 18p. En conséquence, chaque cellule possède quatre copies du bras court du chromosome 18. (Le mot "tétrasomie" est dérivé de "tétra", le mot grec pour "quatre".) Le matériel génétique supplémentaire de l'isochromosome perturbe le cours normal du développement, provoquant une déficience intellectuelle, un retard de développement et les autres caractéristiques de ce trouble.

### Trisomie 18
La trisomie 18 se produit lorsque chaque cellule du corps possède trois copies du chromosome 18 au lieu des deux copies habituelles, provoquant une déficience intellectuelle grave et de multiples malformations congénitales qui sont généralement mortelles dès la petite enfance. (Le mot "trisomie" vient de "tri", le mot grec pour "trois".) Dans certains cas, la copie supplémentaire du chromosome 18 n'est présente que dans certaines cellules du corps. Cette condition est connue sous le nom de trisomie 18 en mosaïque. Rarement, la trisomie 18 est causée par une copie supplémentaire d'un seul morceau de chromosome 18. Cette condition est connue sous le nom de trisomie partielle 18. La trisomie partielle 18 se produit lorsqu'une partie du bras q du chromosome 18 est attachée (transloquée) à un autre chromosome pendant la formation de cellules reproductrices (ovules et spermatozoïdes) ou très tôt dans le développement embryonnaire. Les individus affectés ont deux copies du chromosome 18, plus le matériel supplémentaire du chromosome 18 attaché à un autre chromosome. Si seulement une partie du bras q est présente en trois exemplaires, les signes physiques de la trisomie partielle 18 peuvent être moins graves que ceux généralement observés dans la trisomie 18. Si le bras q entier est présent en trois exemplaires, les individus peuvent être aussi gravement touchés que s'ils avaient trois copies complètes du chromosome 18.Les chercheurs pensent que des copies supplémentaires de certains gènes sur le chromosome 18 perturbent le cours du développement normal, provoquant les traits caractéristiques de la trisomie 18 et les problèmes de santé associés à ce trouble

### Autres anomalies

#### Monosomie partielle du chromosome 18p
Il se produit lorsqu'un morceau du bras p de ce chromosome est supprimé. Les personnes atteintes de cette maladie ont souvent une petite taille, un visage rond, de grandes oreilles, un espace raccourci entre le nez et la bouche (philtrum), des paupières tombantes (ptose) et une déficience intellectuelle légère à modérée. Environ 10 à 15% des personnes atteintes de cette maladie présentent de graves anomalies du cerveau et de la moelle épinière (système nerveux central). La durée de vie des personnes atteintes d'une monosomie partielle du chromosome 18p n'est généralement pas réduite, sauf en cas d'anomalies cérébrales graves.

#### Chromosome 18 en structure circulaire ou  ring chromosome 18
Ce type de chromosome se forme lorsque des ruptures se produisent aux deux extrémités du chromosome et que les extrémités cassées se rejoignent pour former un anneau. Les personnes atteintes de cette anomalie chromosomique ont souvent une déficience intellectuelle, une tête inhabituellement petite (microcéphalie), des yeux largement espacés (hypertélorisme), des oreilles basses et des problèmes d'élocution. Les signes et symptômes associés au chromosome 18 en anneau dépendent de la quantité de matériel génétique perdue de chaque bras du chromosome.

## Maladies localisées sur le chromosome 18
La nomenclature utilisée pour localiser un gène est décrite dans l'article de celui-ci; 

### Bras court ou p

#### p11
| Pathologie        | Transmission | OMIM  | Gène  |
| ----------------- | ------------ | ----- | ----- |
| Holoproencéphalie | Dominante    | [ 2 ] | TGIF1 |

### Bras long ou q

#### q11
| Pathologie                     | Transmission | OMIM   | Gène |
| ------------------------------ | ------------ | ------ | ---- |
| Maladie de Niemann-Pick type C | Récessive    | 604168 |      |
| Amylose de la transthyrétine   |              |        |      |

#### q12
| Pathologie | Transmission | OMIM | Gène |
| ---------- | ------------ | ---- | ---- |

#### q21
| Pathologie                                                                                  | Transmission | OMIM   | Gène |
| ------------------------------------------------------------------------------------------- | ------------ | ------ | ---- |
| Cholestase intrahépatique familiale progressive à activité gamma-glutamyl-transférase basse | Récessive    | 604168 |      |

#### q22
| Pathologie | Transmission | OMIM | Gène |
| ---------- | ------------ | ---- | ---- |

#### q23
| Pathologie                                               | Transmission | OMIM   | Gène |
| -------------------------------------------------------- | ------------ | ------ | ---- |
| Cataracte congénitale - dysmorphie faciale - neuropathie | Récessive    | 604168 |      |

## Sources
- (en) Ensemble Genome Browser www.ensembl.org
- (en) Online Mendelian Inheritance in Man, OMIM (TM). Johns Hopkins University, Baltimore, MD.www.ncbi.nlm.nih.gov
- (en) 'DNA sequence and analysis of human chromosome 18'